# Helena Łazarska
Helena Łazarska (sprich „Wasarska“; * 15. August 1934 in Posen; † 28. Oktober 2022 in Krakau) war eine polnische Opernsängerin (Lyrischer Koloratursopran) und Gesangspädagogin.

## Werdegang
Łazarska hatte zunächst Gesangsunterricht bei Erazma Janowicz-Kopaczynska in Krakau, anschließend setzte sie ihr Studium an der dortigen Musikakademie fort und schloss die Ausbildung 1960 erfolgreich ab. Danach besuchte sie Meisterkurse in Paris bei Pierre Bernac, in Weimar bei W. Fischer und Mailand bei Elvira de Hidalgo, der Lehrerin von Maria Callas.
Von 1964 bis 1972 wirkte Łazarska als Solistin an der Schlesischen Oper in Bytom. Ihr Repertoire umfasste Rollen in Mozarts Opern (Ilia, Susanna und Contessa, Zerlina und Elvira, Pamina) sowie auch Bizets Micaela in Carmen, Puccinis Liu (Turandot), Tschaikowskis Tatjana (Eugen Onegin), Gounods Margarethe (Faust), Leoncavallos Nedda (Pagliacci), Verdis Desdemona (Otello), die sie teilweise in polnischer Sprache sang.
Łazarska trat in zahlreichen europäischen Staaten auf. In der ehemaligen Sowjetunion und in Südamerika hat sie neben Opernrollen auch Liederabende gegeben. Außerdem hat Łazarska auch an Festivals in Prag, Barcelona, Paris, Avignon, dem Holland Festival und dem Warschauer Herbst teilgenommen. Ihr Repertoire reicht vom Barock bis hin zu zeitgenössischer Musik.
Die Sängerin hat auf vielen Schallplatten-Aufnahmen und bei Uraufführungen gesungen, sowohl in Polen als auch in Belgien, Spanien und in den Niederlanden.
Ihre Karriere als Gesangslehrerin begann in den frühen 1970er Jahren. Sie unterrichtete zunächst an den polnischen Musikhochschulen von Kattowitz, Danzig und Krakau, wo sie viele Jahre Leiterin der Gesangsabteilung war. Seit Ende der 1970er Jahre war sie auch als Gesangspädagogin an den Opernhäusern an der Ostsee sowie in Krakau gefragt. 1987 erhielt sie einen Ruf an das Mozarteum in Salzburg, wo sie den Professorinnentitel erlangte. Seit 1991 unterrichtet sie Solo-Gesang an der Universität für Musik und darstellende Kunst Wien.
Łazarska war Jury-Mitglied internationaler Wettbewerbe in Genf, Prag, Paris, Salzburg, Wien, Karlovy Vary, Warschau, Caracas, ’s-Hertogenbosch und Seoul. Sie leitete auch über 160 internationale Meisterkurse in Europa, Asien und Amerika.
Helena Łazarskas Studierende haben bei internationalen Gesangswettbewerben Preise gewonnen.